# Syngamus trachea
A Syngamus trachea az érzékpálcások (Secernentea) osztályának Rhabditida rendjébe, ezen belül a Syngamidae családjába tartozó faj.

## Tudnivalók
A Syngamus trachea élősködő életmódú fonálféreg, amely a madarak (Aves) légzőrendszerét támadja meg. A léprigó (Turdus viscivorus) egyik fő belső élősködője.
Ennek a fonálféregnek a színe élénk vörös. A hím és nőstény példányok majdnem folytonosan szaporodnak, emiatt eldugaszolják a légcsövet. Ennek következtében a fertőzött madarak kénytelenek köhögni. A visszaöklendezett férgeket újból lenyelik, ahol a nőstények lerakják petéiket. A peték pedig az ürülékkel távoznak. A petés ürüléket elfogyasszák a földigiliszták (Lumbricidae), az ülőszemű tüdőscsigák (Basommatophora) (közülük főleg: a nagy tányércsiga (Planorbarius corneus) és a közönséges vízicsiga (Bithynia tentaculata)), valamint a szárazföldi csupaszcsigák (Eupulmonata), amelyek átmeneti gazdaállatai a Syngamus tracheának. Később ezeket a gerincteleneket és az ürülékeiket megeszik a madarak, és újabb fejlődési, illetve szaporodási ciklus jön létre.
A háztáji szárnyasokból főleg a házi tyúkok (Gallus gallus domesticus) és a házi pulykák (Meleagris gallopavo domesticus) vannak kitéve ennek a fertőzöttségnek. Az ivermektin nevű vegyülettel lehet meggátolni a Syngamus tracheával való fertőzést.

### Fordítás
- Ez a szócikk részben vagy egészben  a   Gapeworm című angol Wikipédia-szócikk ezen változatának fordításán alapul.  Az eredeti cikk szerkesztőit annak laptörténete sorolja fel. Ez a jelzés csupán a megfogalmazás eredetét és a szerzői jogokat jelzi, nem szolgál a cikkben szereplő információk forrásmegjelöléseként.